# Turbină Pelton

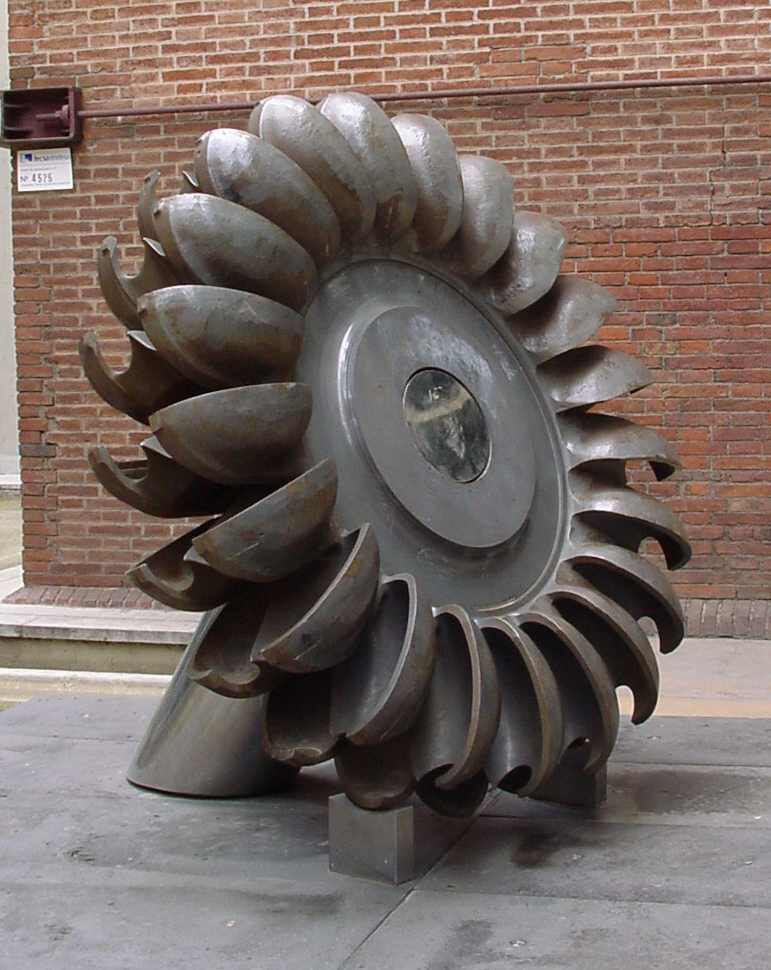
Turbină Pelton

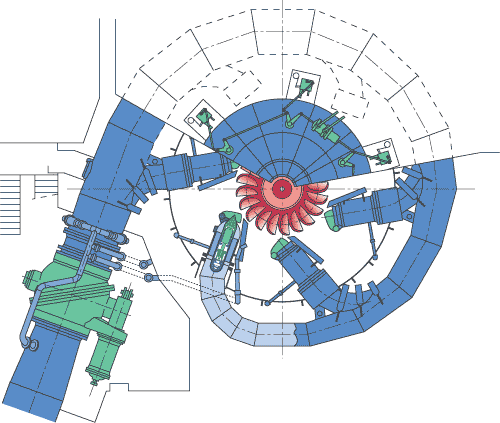
Secțiune a unei turbine Pelton cu 6 duze

Turbina Pelton este o turbină hidraulică cu rotație axială, având rotorul cu pale fixe, utilizată la hidrocentralele de cădere mare a apei.
Turbina Pelton face parte din categoria turbinelor cu acțiune (impuls). Geometria palelor rotorului este astfel concepută încât apa părăsește turbina cu viteză mult redusă față de viteza inițială a jetului, energia potențială fiind transformată aproape toată în energie cinetică de rotație, ceea ce conduce la un bun randament al acestui tip de turbină.
Turbina Pelton, brevetată în anul 1880 de Lester Allan Pelton (1829-1908), este una dintre cele mai eficiente tipuri de turbină hidraulică. Este recomandată pentru căderile mari de apă și debite relativ mici. O turbină Pelton funcționează la căderi de apă de minim 10 m, dar poate fi utilizată la căderi ce pot ajunge până la 1800 m, la un debit al apei între 0,01 m³/s și 100 m³/s.

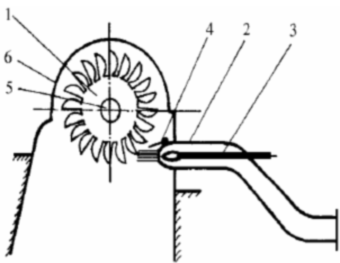
Schița unei turbine Pelton.
1. rotor
2. injector
3. ac de reglare
4. deflector
5. arbore
6. carcasă.